# 何柳堂
何柳堂（1874年—1933年），廣東番禺沙灣縣人，廣東音樂琵琶演奏家，20歲在廣州府考中武秀才。自幼接受祖父何博眾教授琵琶，繼承其「十指琶琵」技法，整理其祖「家傳秘譜」後得多首廣東音樂名曲。
於1920年代遷居香港，在鐘聲慈善社教授琵琶、粵曲，間或到廣州演出、教學、灌錄唱片。於1931年出版石印《琵琶曲集》。1933年在家鄉沙灣死於肺病。

## 主要作品
- 《鳥驚喧》
- 《七星伴月》
- 《迴文錦》
- 《垂楊三復》
- 《醉翁撈月》
- 《玉女思春》
- 《曉夢啼鶯》

## 整理「家傳秘譜」所得作品
- 《賽龍奪錦》
- 《雨打芭蕉》
- 《餓馬搖鈴》